# Shigeno Kozaburo
Kozaburo Shigeno (sinh ngày 6 tháng 5 năm 1971) là một cầu thủ bóng đá người Nhật Bản.

## Sự nghiệp câu lạc bộ
Kozaburo Shigeno đã từng chơi cho Cerezo Osaka.